# Castillo de Arnedo
El castillo de Arnedo es una fortificación localizada en la ciudad de Arnedo, en comunidad autónoma española de La Rioja. Domina la ciudad y el curso del río Cidacos.

## Historia

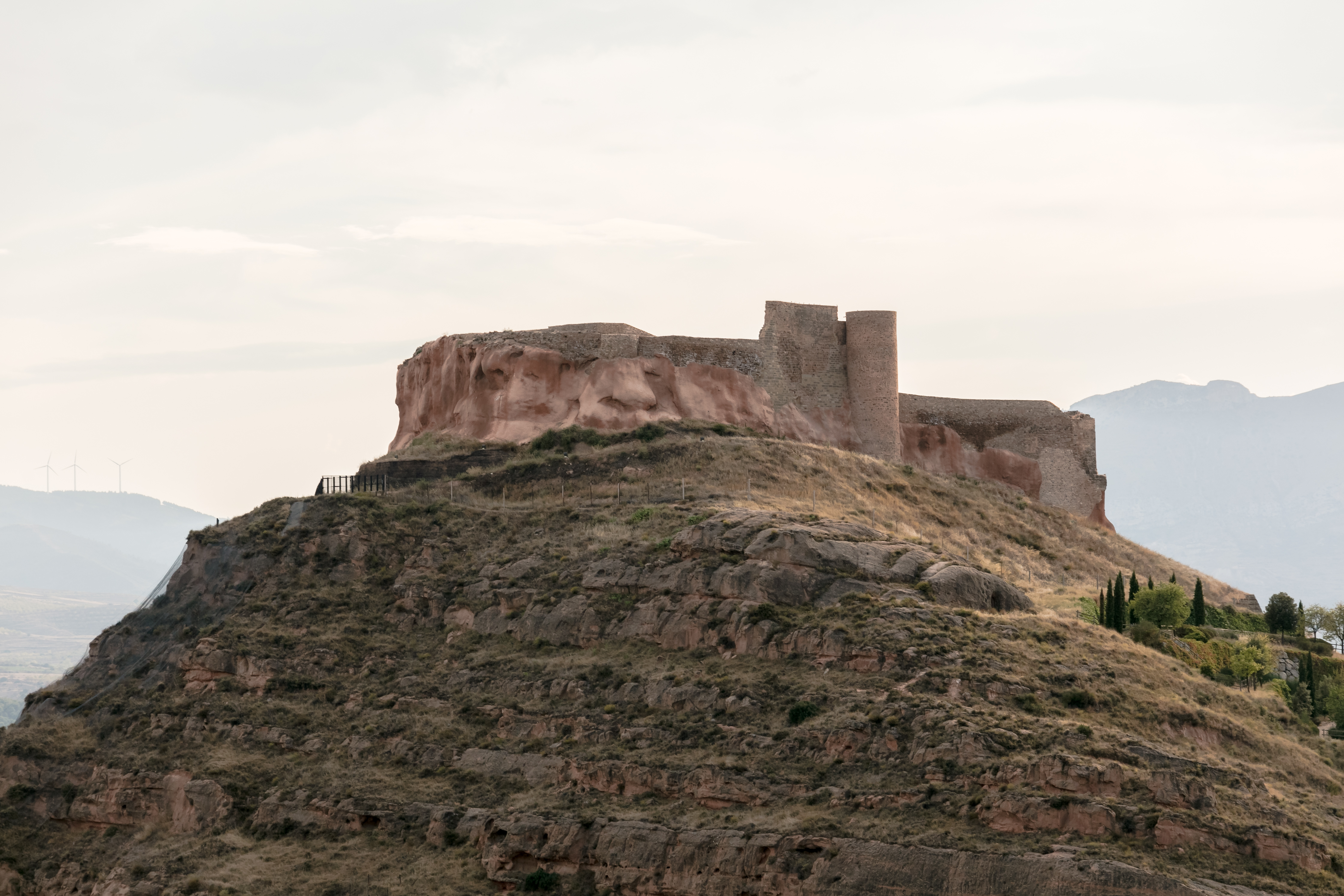
Vista desde la carretera.

Las primeras construcciones defensivas que se erigieron en la colina donde hoy en día se encuentra el castillo se remontan a la época romana. Después de la invasión árabe, éstos reconstruyeron —se considera al siglo IX fecha de la construcción— sobre los restos anteriores una nueva fortaleza defensiva. Durante la Edad Media fue el castillo más importante de la región y pasó de manos árabes a cristianas y viceversa en varias ocasiones durante la Reconquista hasta que el en siglo XI fue sometido definitivamente al dominio cristiano. Sirvió de residencia temporal de Musa ibn Musa así como de la familia Banu Qasi. En 1837 en el marco de la primera guerra carlista el castillo fue fortificado, llegádose a edificar una casa cuartel, para cortar el paso por el valle del Cidacos a los ejércitos carlistas. No obstante, estos nunca llagaron a hacer acto de presencia.